# ブロモデオキシウリジン
ブロモデオキシウリジン（英: bromodeoxyuridine、5-ブロモ-2'-デオキシウリジン（5-bromo-2'-deoxyuridine）、略称: BrdU）は、チミジンのアナログとなる合成ヌクレオシドである。BrdUは生体組織内で増殖中の細胞を検出するために一般的に利用されている。5-ブロモデオキシシチジンの脱アミノ化によってBrdUが形成される。
BrdUは、DNA複製中にチミジンに置き換わって新生DNA鎖に取り込まれる。そのため、BrdUが取り込まれた細胞は活発にDNA複製を行っていることを示している。BrdUが取り込まれたことを検出するためには、BrdU特異的抗体が利用される（免疫染色を参照）。抗体の結合にはDNAの変性が必要であり、通常は熱または酸による処理が行われる。
BrdUは複製に伴って娘細胞へと受け継がれる。BrdUは生体への注入後、2年以上にわたって検出可能であることが示されている。
BrdUはDNA複製時にチミジンと置き換わるため、突然変異を引き起こす可能性があり、そのためBrdUの使用は健康被害を引き起こす可能性がある。ラベリングのために使用される濃度では放射性も骨髄毒性も持たないため、がん細胞増殖のin vivo研究で広く用いられている。しかし、放射線増感剤として使用される濃度ではBrdUは骨髄抑制作用を持ち、この目的での使用は限られている。
BrdUは、チミジンのCH3基が臭素原子に置き換わった構造をしている。そのため、DNAまたはRNAを含む結晶のX線回折実験に利用することができる。臭素原子は異常散乱因子としてはたらき、X線回折のisomorphous differenceを検出するのに十分な影響を与えることもできる。
BrdUは、DNAメチル化によって引き起こされた、ヒストンとの相互作用による遺伝子サイレンシングを解除する。
BrdUは、水生環境や土壌環境中の特定の炭素源に応答する微生物の同定のためにも利用される。環境試料の培養物に特定の炭素源を添加すると、それを利用できる微生物の成長が引き起こされる。こうした微生物は生育する際にDNAにBrdUを取り込む。その後、微生物叢のDNAを単離し、immunocaptureによってBrdUでラベルされたDNAを精製する。ラベルされたDNAをシーケンシングすることにより、添加された炭素源の分解に加わった微生物群を同定することができる。しかしながら、環境試料中に存在するすべての微生物が新規DNA合成によってBrdUを取り込むことができるかどうかは定かではない。そのため、炭素源に応答するもののこの技術では検出されない微生物が存在する可能性がある。さらに、この技術にはAやTに富むゲノムを持つ微生物を同定しやすいバイアスが存在する。